# Vênus de Petřkovice

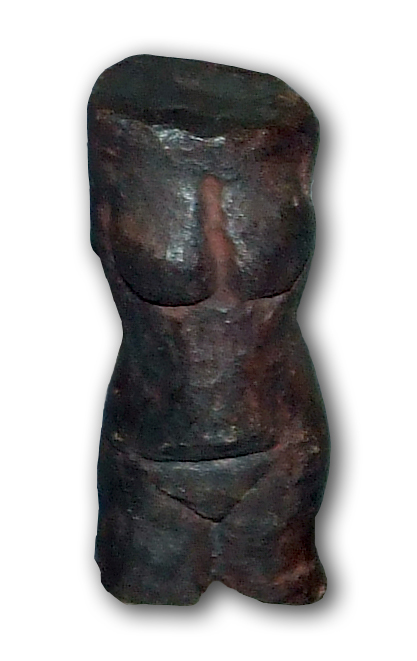
Réplica de Vênus de Petřkovice

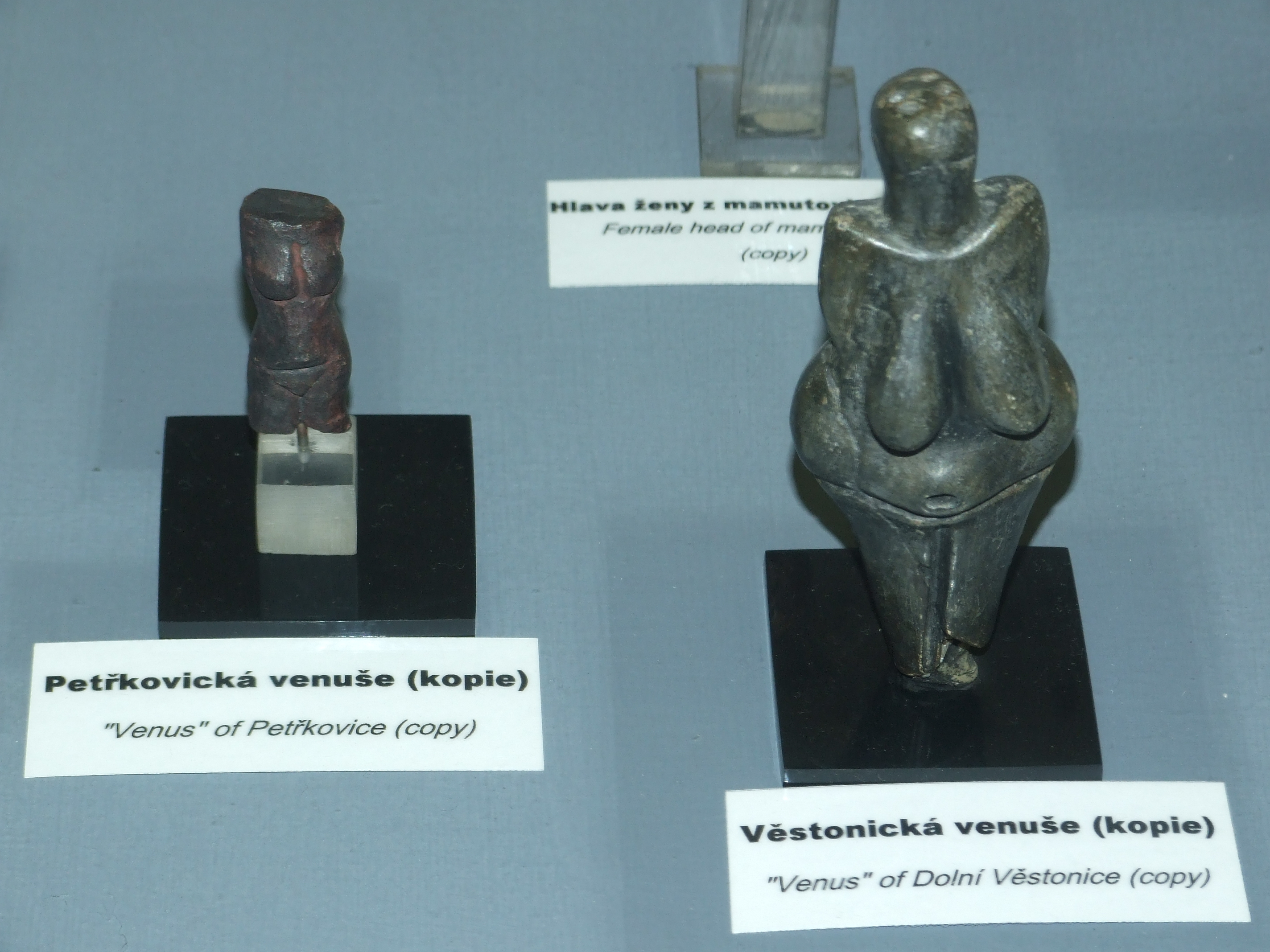
Cópia da Vênus de Petřkovice ao lado da Vênus de Dolní Věstonice em uma exposição no Museu Nacional de Praga

A Vênus de Petřkovice (em tcheco/checo:  Petřkovická venuše ou Landecká venuše) é uma estatueta de Vênus pré-histórica, uma estatueta mineral de uma figura feminina nua, datada de cerca de 23.000 a.C. (indústria gravetiana) onde hoje é a República Tcheca.

## Descoberta
Foi encontrado nos limites atuais da cidade de Ostrava (Ostrava-Petřkovice), Silésia, na República Tcheca, pelo arqueólogo Bohuslav Klíma, em 14 de julho de 1953. Estava abaixo de um molar de mamute em um antigo assentamento de caçadores de mamutes. Muitos artefatos de pedra e fragmentos de esqueletos também foram encontrados nas proximidades.

## Características
A estátua é de 4,5 x 1,5 x 1,4 cm e é um torso sem cabeça de uma mulher esculpido em minério de ferro (hematita). Excepcionalmente, a ausência da cabeça parece ser a intenção do autor. Além disso, ao contrário de outras estatuetas de Vênus pré-históricas, ele mostra uma jovem esguia ou menina com seios pequenos.

## Localização
Atualmente está no Instituto Arqueologico de Brno, mas entre 7 de fevereiro e 26 de maio de 2013 foi exibido na exposição Ice Age Art: Arrival of the Modern Mind, no British Museum em Londres.